# Пенязьков, Дмитрий Никандрович
Дми́трий Ника́ндрович Пенязько́в (бел. Дзмі́трый Ніка́ндравіч Пенязько́ў; 28 сентября 1922 — 3 ноября 2002) — советский офицер-пехотинец во время Великой Отечественной войны, Герой Советского Союза (29 июня 1945 года). Полковник.

## Биография
Пенязьков Д. Н. родился в Гомеле в рабочей семье. Белорус. После окончания восьми классов и педагогических курсов (1940 год) работал учителем.
В Красную Армию был призван в июле 1941 года.
Участвовал в Великой Отечественной войне с марта 1943 года. Участвовал в Курской битве. В феврале 1944 года окончил курсы младших лейтенантов при 70-й армии. С декабря 1944 года лейтенант Пенязьков командовал взводом 358-го стрелкового полка (136-я стрелковая дивизия, 70-я армия, 2-й Белорусский фронт).
В этой должности лейтенант Пенязьков проявил исключительное мужество в ходе Берлинской наступательной операции. 18 апреля 1945 года одним из первых форсировал Одер в районе Шенингена (южнее Щецина) и уничтожил при помощи гранат танк противника. Передовым отрядом, в составе которого он находился, был захвачен плацдарм. 22 апреля 1945 года состоялся штурм одной из важных высот, и Пенязьков, первым достигнув вершины, установил красный флаг на ней. Затем один за пулемётом удерживал высоту, пока не подошли основные силы роты, и, несмотря на ранение, поле боя не покинул.
29 июня 1945 года Пенязькову Д. Н. было присвоено звание Героя Советского Союза.
С 1947 года — в запасе. В 1950 году окончил Гомельское педагогическое училище. Затем в 1951—1969 годах продолжил службу в Советской Армии, окончив в 1960 году 245-е военное авиационное техническое училище. В 1969 году майор Д. Н. Пенязьков снова уволен в запас.
Жил в Гомеле. С 1972 по 1991 и с 1998 по 2002 года работал в Гомельском филиале Белорусского политехнического института (с 1998 года Гомельский государственный технический университет имени П.О. Сухого). Будучи на пенсии, в этом же университете возглавлял первичную ветеранскую организацию.
Скончался 3 ноября 2002 года.

## Награды и звания
- Герой Советского Союза (29.06.1945)
- Орден «За службу Родине» III степени (Беларусь, 15.04.1999)[5]
- Орден Ленина (29.06.1945)
- Орден Отечественной войны I степени (11.03.1985)
- Орден Отечественной войны II степени (01.04.1945)
- Орден Красной Звезды (26.02.1945)
- Медаль «За боевые заслуги» (30.12.1956)
- Медали СССР и Беларуси
- Почётный гражданин города Гомель (2002, Гомель)

## Память
- Навечно зачислен в списки войсковой части 5525[6].
- Средней школе № 3 г. Гомеля в 2004 году было присвоено почётное имя Д. Н. Пенязькова[7]. Одна из экспозиций в школьном музее посвящена Д. Н. Пенязькову. На фасаде здания средней школы № 3 установлена мемориальная доска Д. Н. Пенязькову[8][9].
- В честь Д. Н. Пенязькова названа одна из улиц в 59-м микрорайоне Советского района города Гомеля[8].
- В Гомеле открыта памятная информационная табличка на доме улицы, которая носит имя Дмитрия Пенязькова[10].
- 14 июля 2023 года на территории войсковой части 5525 в Гомеле открыт бюст Герою Советского Союза Дмитрию Пенязькову[11][12].
- Стела в честь Д. Н. Пенязькова установлена на Аллее Героев в Гомеле (ул. Советская)[13][8].
- Имя занесено на городскую Доску почёта (Гомель).
- Памятная табличка с QR-кодом, посвящённая Д. Н. Пенязькову (2025)[14]. Установлена на здании в Гомеле по улице имени Героя Советского Союза Д. Н. Пенязькова.